# 冷凍噸
冷凍噸（refrigeration ton，RT 或 ton of refrigeration，TR）是一些國家用來描述冷凍及空調能力的功率單位。
1美制冷凍噸定義為：在24小時內，使1短噸（2,000磅，907公斤）純冰在攝氏0度（華氏32度）下，凝固或熔化的熱傳速率。一冷凍噸等於一天消耗一短噸的冰，用其熔化热來冷卻的功率。
美國的空調或冷凍設備常用噸標示其冷凍能力，此處的“噸”即為“冷凍噸”。1美制冷凍噸約等於12,000 BTU/h = 3,024千卡/h = 3.517kW；若是較小型的空調或冷凍設備，也可能會改用BTU/h來標示。

## 其他的冷凍噸
上述的冷凍噸是以短噸來計算，若以公噸計算，則稱為公制冷凍噸，約等於 3,320 kcal/h，相當於 1.1冷凍噸。
在台灣稱「日本冷凍噸」是 10,000 BTU/h（2,500千卡/h），但其實日本使用的也是公制冷凍噸。在台灣家電業常用的所謂「台制冷凍噸」則是 8,000 BTU/h（2,000千卡/h）。